# Embritopode
Embritopodele (Embrithopoda) este un ordin dispărut de mamifere ungulate de talie mare (ca a unui rinocer), mult asemănătoare cu proboscidienii (elefanții), care aveau pe nas două două coarne nazale goale, enorme și deasupra ochilor două coarne frontale mai mici, așezate simetric de o parte și de alta și acoperite cu un strat cornos. Dentiția era completă, nu prezenta diastemă și măselele erau foarte asemănătoare între ele. Picioarele anterioare erau asemănătoare cu cele ale elefanților, iar picioarele posterioare asemănătoare cu cele ale pantodontelor și dinoceratelor. Fosilele au fost găsite din Paleocen superior până în Eocenul superior în Asia, estul Europei și nordul Africii. Arsinoitherium zitteli, găsit în oligocenul din Egipt, măsura 3 m lungime și 1,50 m înălțime.

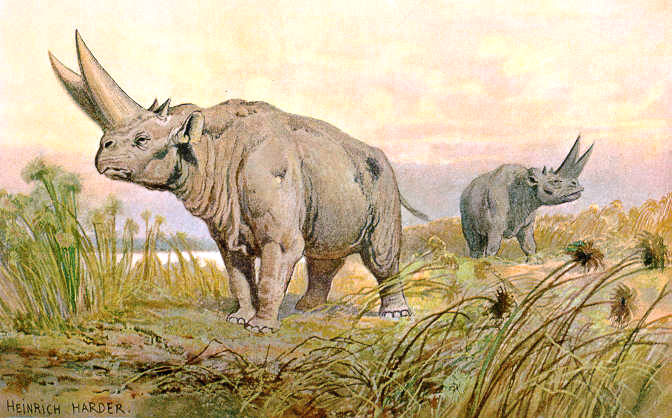
Arsinoitherium zitteli